# Чорний Артем Віталійович
Артем Віталійович Чорний (нар. 26 березня 2008, Київ, Україна) — український футболіст, атакувальний півзахисник київської «Оболоні».

## Життєпис
Народився в Києві. Вихованець столичної ДЮСШ-26, у футболці якої в сезоні 2021/22 років виступав у ДЮФЛУ. На початку липня 2023 року перейшов до «Оболоні». У сезоні 2023/24 років виступав за «пивоварів» у чемпіонаті U-19. Вперше до заявки дорослої команди потрапив 11 травня 2024 року на нічийний (0:0) домашній поєдинок 28-го туру Прем'єр-ліги України проти львівського «Руху», але просидів на лаві запасних усі 90 хвилин. Дебютував за першу команду столичного клубу 30 листопада 2024 року в нічийному (1:1) виїзному поєдинку 15-го туру Прем'єр-ліги України проти «Лівого берега». Артем вийшов на поле на 90+5-й хвилині замість Руслана Черненка.